# Ленне, Петер Йозеф
Петер Йозеф Ленне́ (нем. Peter Joseph Lenné; 29 сентября 1789, Бонн — 23 января 1866, Потсдам) — прусский садовый художник и ландшафтный архитектор эпохи классицизма, оказавший определяющее влияние на развитие садового искусства в Германии первой половины XIX века.

## Биография
Происходил из семьи придворных садовников. Обучался садово-парковому искусству и изучал принципы архитектуры в Париже. В 1816 году Ленне получил должность садового инженера в Потсдаме и через шесть лет был назначен директором королевских парков в Берлине.
Ленне создал тип открытого пейзажного парка с просторными лугами, группами деревьев, ритмичной холмистостью, в котором органично сочетались ландшафтные и геоботанические особенности территории с архитектурными решениями. 
Талант Ленне нашёл применение в оформлении многочисленных парков и площадей Берлина и Бранденбурга (от Пфауэнинзеля до Вердера). Известна его работа 1864 года над парком Флора в Кёльне. Также спроектировал Ландвер-канал, проложенный параллельно Шпрее, и дворцовый парк Фридрихсфельде.
За пределами Потсдама самым известным творением Ленне стал живописный парк вокруг замка Базедов в земле Мекленбург-Передняя Померания.

## Награды
Королевства Пруссия:
- Орден Красного орла 4-го класса (1831)[8]
- Орден Красного орла 3-го класса с бантом (1836)[9][10]
- Орден Красного орла 2-го класса с дубовыми листьями
- Королевский орден Дома Гогенцоллернов, командорский крест (1861)

Прочие:
- Орден Святого Владимира 4-й степени (1843, Российская империя)
- Орден Гражданских заслуг Баварской короны, рыцарский крест (1853, королевство Бавария)[11]
- Династический орден Саксен-Эрнестинского дома, командорский крест 2-го класса (1854, саксонские княжества)[12]
- Династический орден Альбрехта Медведя, командорский крест 2-го класса (герцогства Ангальт-Дессау и Ангальт-Кётен)
- Орден Заслуг Святого Михаила, командорский крест (1860, королевство Бавария)[13]
- Орден Альбрехта, командорский крест 2-го класса (1861, королевство Саксония)[14]
- Императорский австрийский орден Франца Иосифа, рыцарский крест (Австрийская империя)[15]
- Императорский австрийский орден Франца Иосифа, командорский крест (1864, Австрийская империя)[16]